# Bahnhof Namur
Der Bahnhof Namur (französisch Gare de Namur) ist ein Bahnhof der NMBS/SNCB in der belgischen Stadt Namur, der Hauptstadt der Region Wallonien. In ihm kreuzt sich die Nord-Süd-Bahnstrecke Brüssel–Luxemburg (siehe Bahnstrecke Brüssel–Namur, Bahnstrecke Namur–Luxemburg) mit dem „wallonischen Rückgrat“ (dorsale wallonne), der Ost-West-Bahnstrecke Lüttich–Lille. Gemessen an den Reisendenzahlen montags bis freitags ist er der neuntfahrgaststärkste Bahnhof Belgiens und nach Ottignies die fahrgaststärkste Verkehrsstation in der Wallonie.

## Geschichte

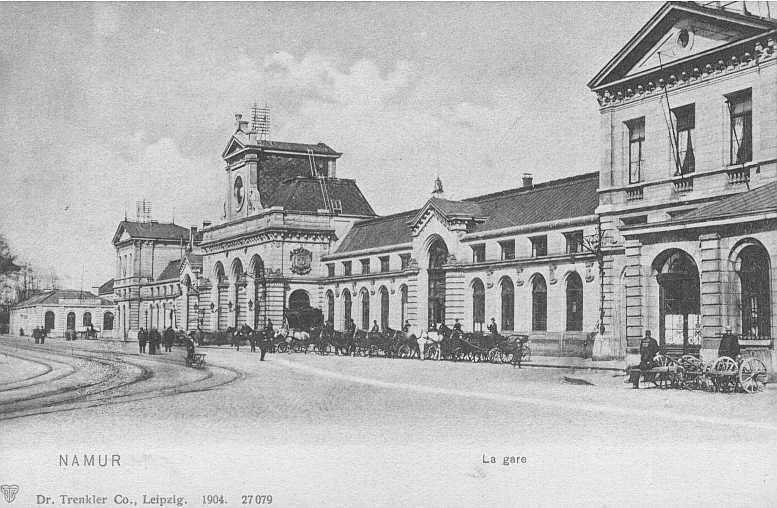
Bahnhof Namur im Jahr 1904

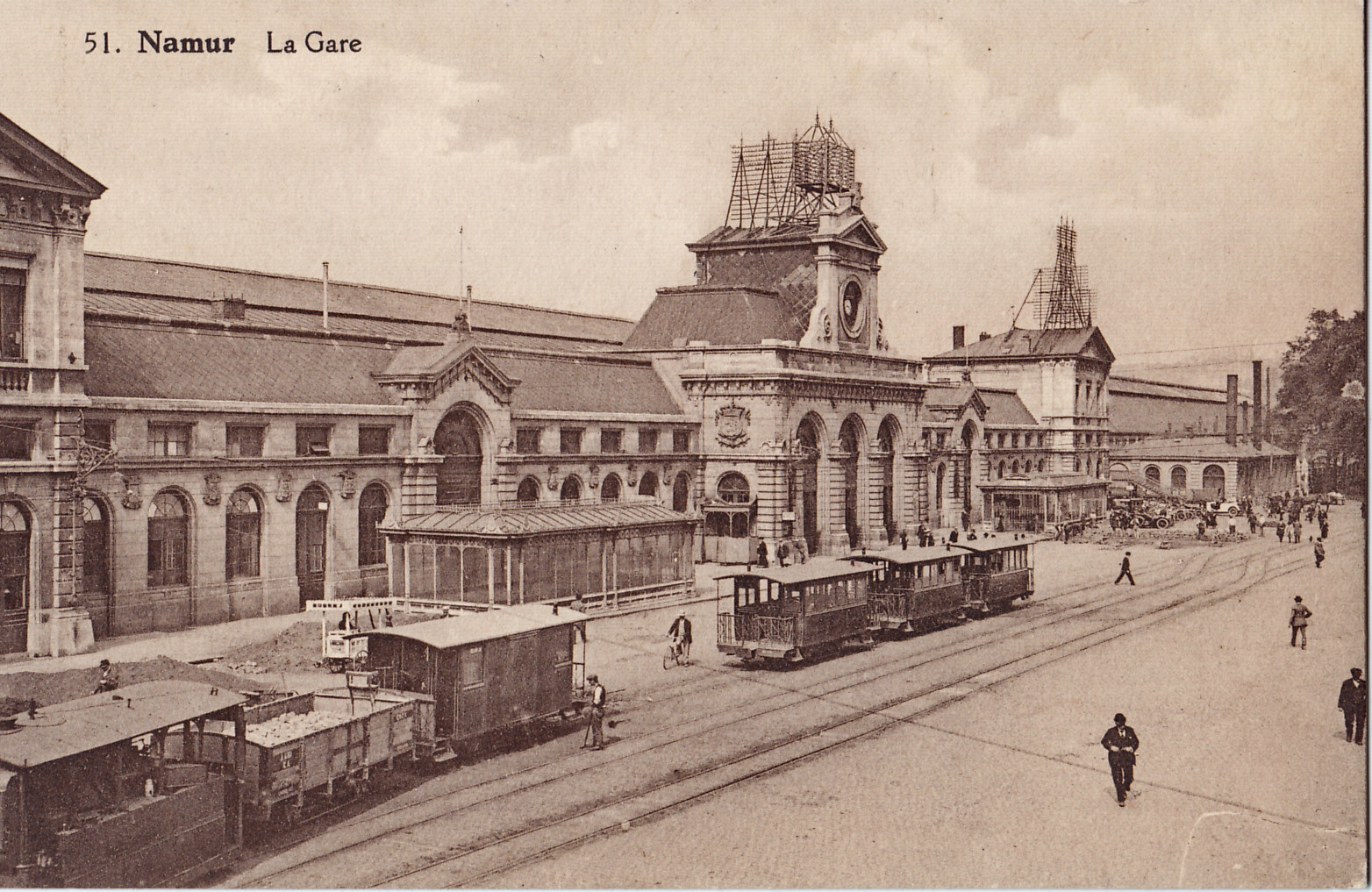
Bahnhofsvorplatz vor 1914 mit Straßenbahnfahrzeugen der SNCV

Der erste Bahnhof wurde am 23. Oktober 1843 als Endpunkt der Staatsbahn-Strecke über Charleroi nach Brüssel in Betrieb genommen. 1850 kam die Strecke der Compagnie du Nord-Belge nach Lüttich hinzu. 1858 weihte die Grande Compagnie du Luxembourg die Linie nach Arlon ein. 1862 nahm die Compagnie du Nord-Belge die Strecke nach Dinant in Betrieb. 1869 kam die Staatsbahn-Strecke nach Ramillies hinzu, die beginnend in den 1970er Jahren stückweise stillgelegt wurde.

## Gebäude

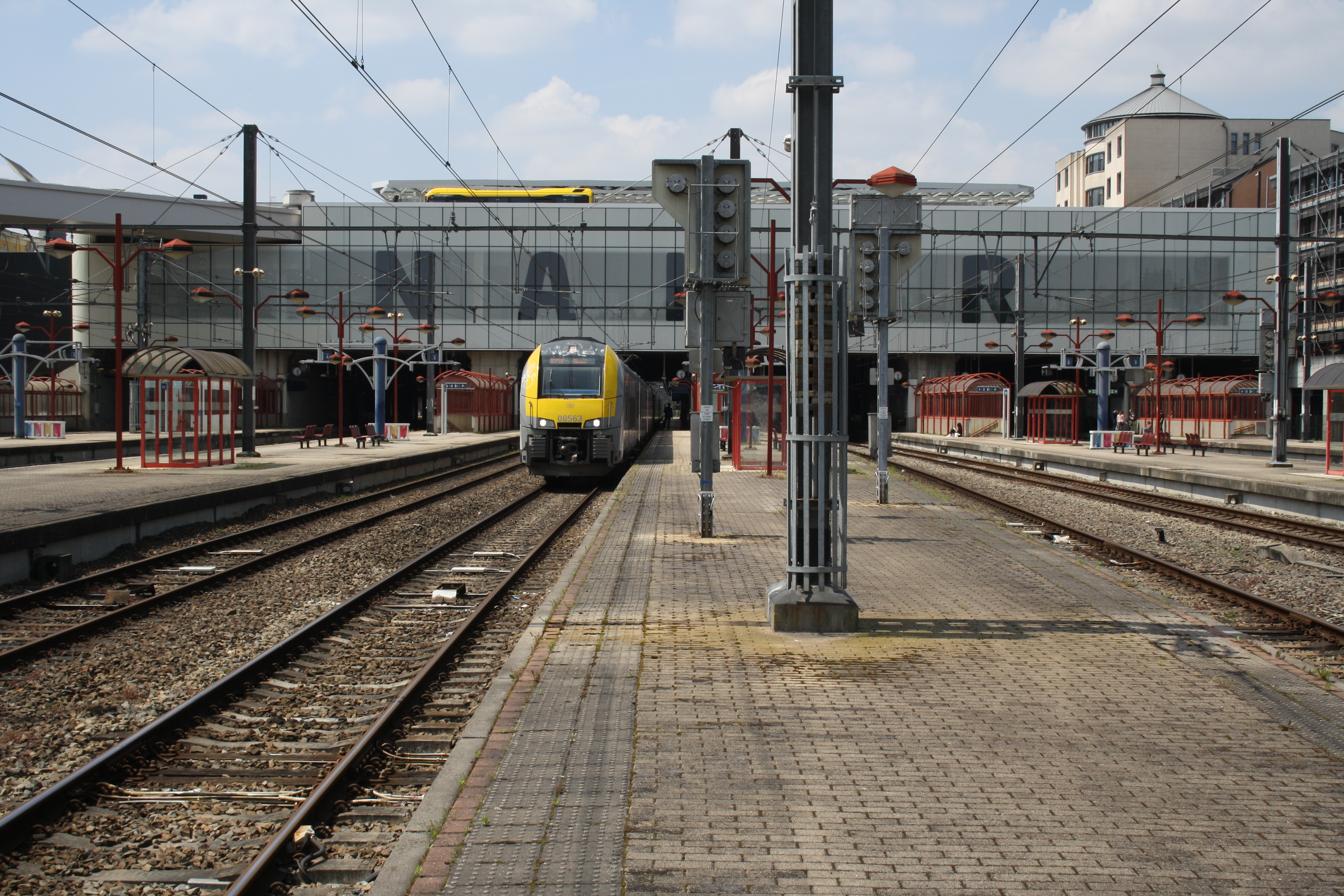
Gleisseite und Überbau von Osten

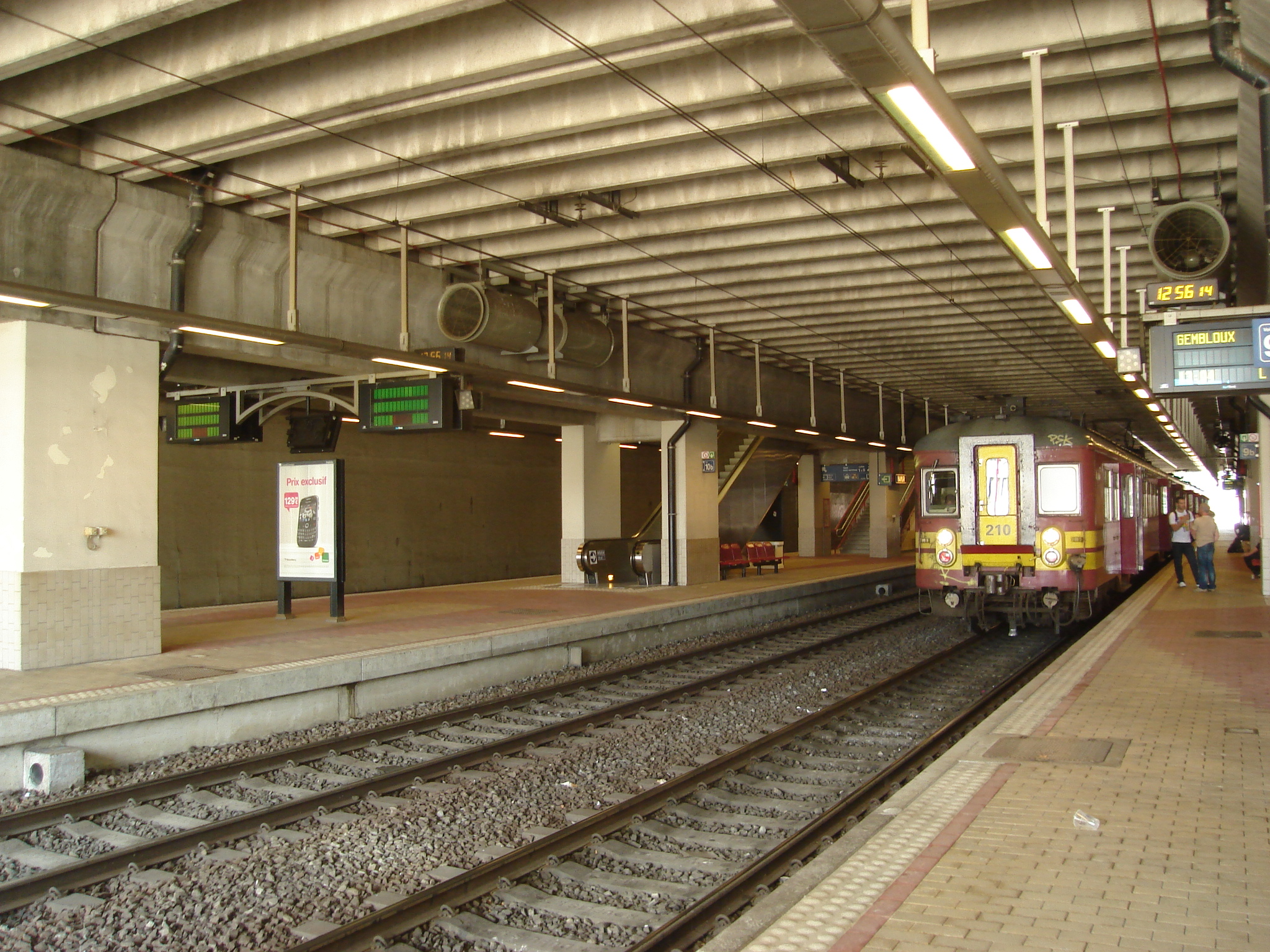
Überbauter Teil der Gleise (2012)

Das heutige, zweite Bahnhofsgebäude wurde 1864 nach Plänen des Architekten M. Lambeau eingeweiht. Seine Fassade ist mit den Wappen belgischer Städte dekoriert, besonders solcher, die einen großen Bahnhof haben oder an einer der Strecken nach Namur liegen. 1883 erfolgten zwei seitliche Anbauten.
1990 erfolgte eine umfassende Modernisierung. Die Überführung zu den Gleisen ist nun Zugang zum Boulevard du Nord auf der Rückseite. Der Wartesaal und die Schalter wurden über die Gleise verlegt. Dort befinden sich auch einige Läden. Die Gleise 1 und 2 werden nun für den Güterverkehr genutzt, die Gleise 3 bis 11 für den Reiseverkehr.
Der Bahnhof erstreckt sich mit dem Empfangsgebäude in Ost-West-Richtung. Der lange, schmale Bahnhofsvorplatz mit dem Bahnhofsgebäude und den dahinter liegenden Gleisen bildet die nördliche Begrenzung des Stadtzentrums.

## Verkehr

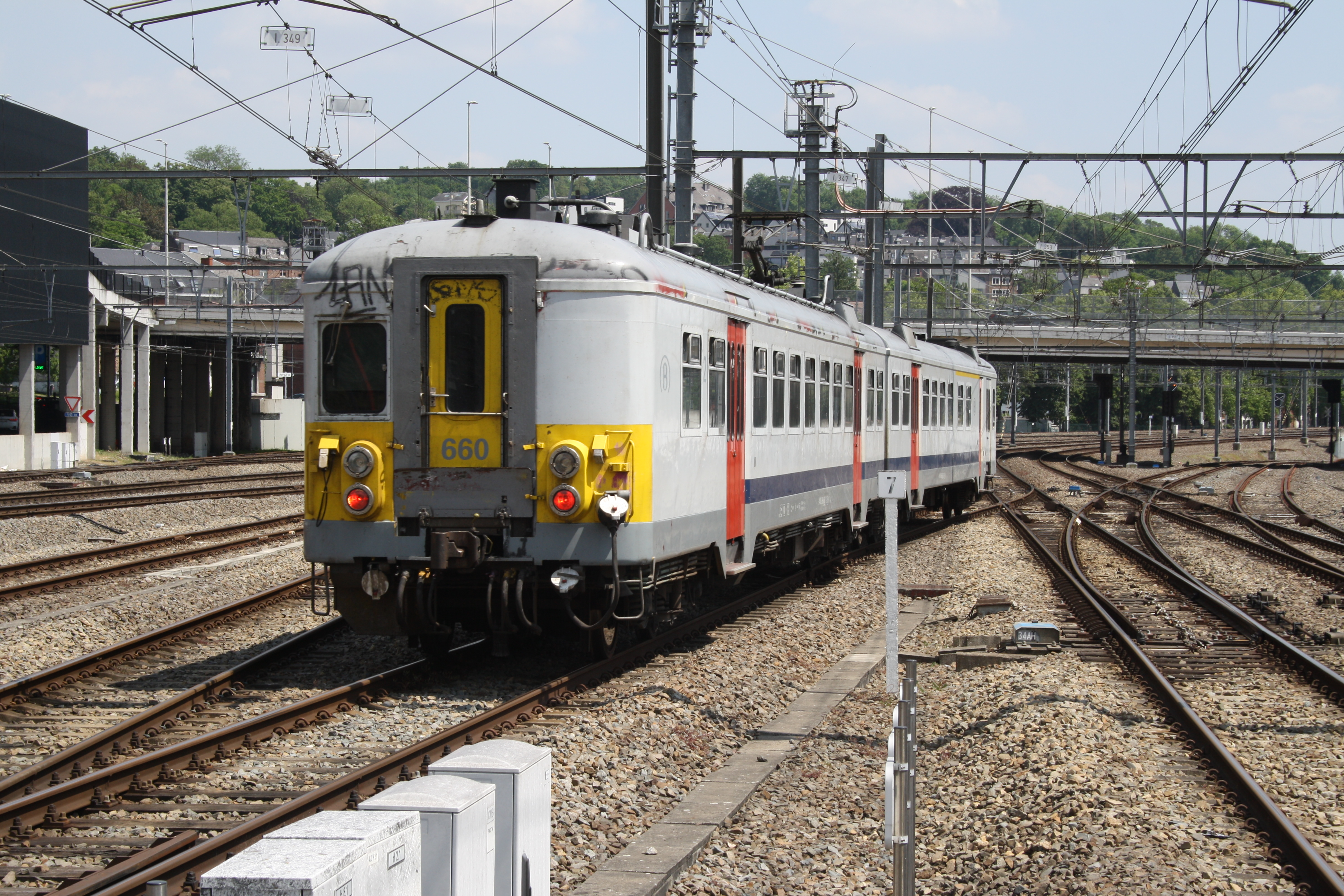
Östliches Gleisvorfeld mit nach Jambes ausfahrendem Triebwagen der Linie S 61

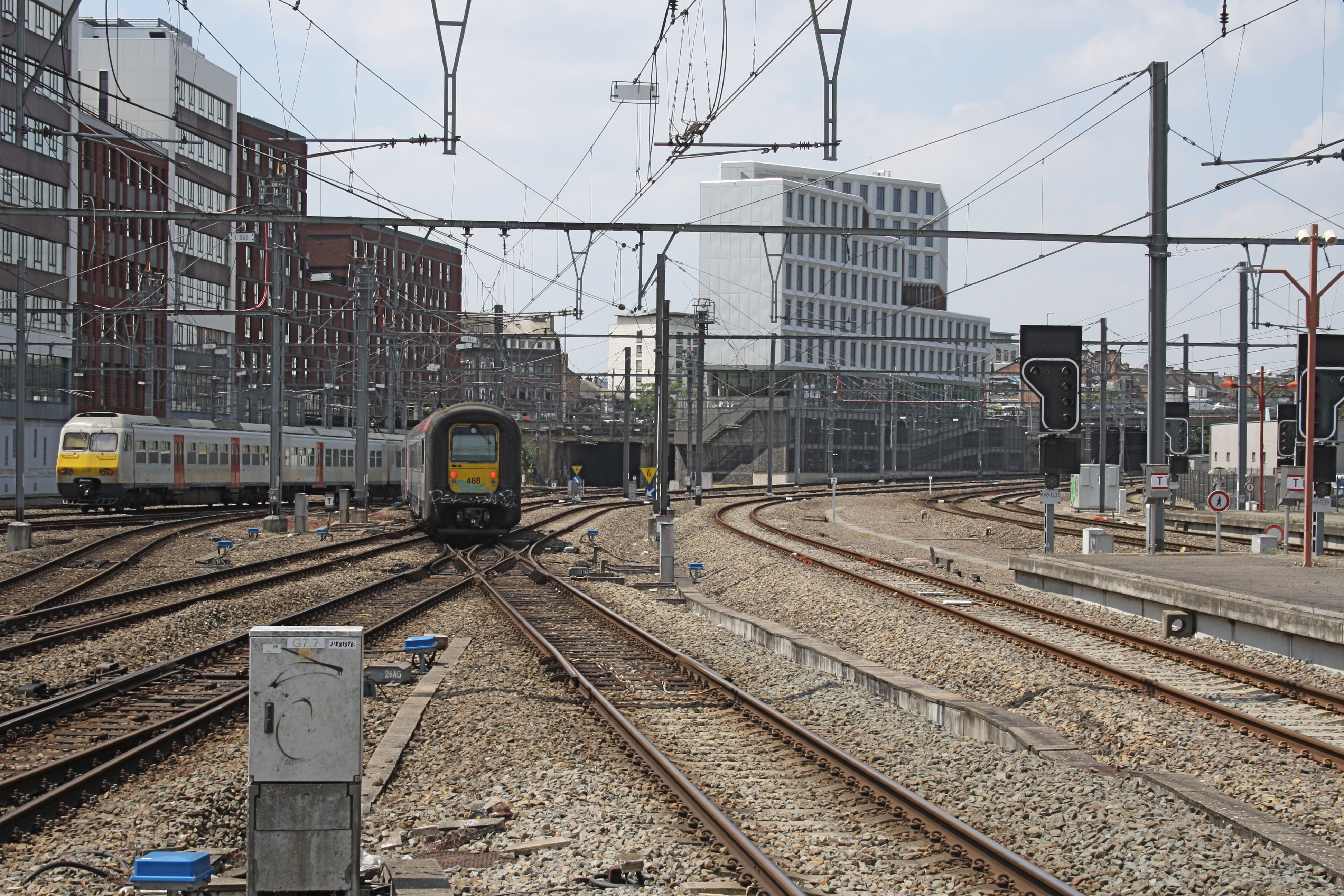
Westliches Gleisvorfeld, mittig ein Intercity der Baureihe AM 96 („Gumminase“)

Internationale Verbindungen bestehen mit dem Intercity nach Lille (Frankreich) und Luxemburg.
Inlandsverbindungen bestehen mit verschiedenen Zuggattungen nach Dinant, Herstal, Jambes, Tournai, Basse-Wavre, Charleroi, Ciney, Libramont, Löwen, Gembloux, Huy und Tamines.
Seit dem 1. April 2015 wird der Bahnhof Namur vom Thalys nicht mehr angefahren. Bis dato fuhren Thalys-Züge nach Paris. Die Eurocity-Verbindungen zwischen Brüssel, Luxemburg und Basel wurde 2016 eingestellt.
Stand: Fahrplanperiode 10. Dezember 2017 bis 8. Dezember 2018
| Linie | Verlauf | Takt Mo–Fr                                                 | Takt Sa, So                 |
| ----- | --- | ---------------------------------------------------------- | --------------------------- |
| IC 16 | Brüssel-Süd – Brüssel-Central – Brüssel-Nord – Brüssel-Schuman – Brüssel-Luxemburg – Ottignies – Namur – Arlon – Luxemburg          | 60 min                                                     | 60 min                      |
| IC 17 | (Flughafen Brüssel-Zaventem – oder Brüssel-Süd –) Brüssel-Schuman – Brüssel-Luxemburg – Ottignies – Namur – Dinant                  | 60 min Flughafen Brü. – Dinant                             | 60 min Brüssel-Süd – Dinant |
| IC 18 | Liège-Saint-Lambert – Liège-Guillemins – Huy – Namur – Ottignies – Brüssel-Luxemburg – Brüssel-Nord – Brüssel-Central – Brüssel-Süd | 60 min                                                     | –                           |
| IC 19 | Lille-Flandres – Tournai – Mons – Charleroi-Sud – Namur                                                                             | 60 min                                                     | –                           |
| IC 25 | (Liers –) Liège-Saint-Lambert – Liège-Guillemins – Namur – Charleroi-Sud – La Louvière-Sud – Mons (– Tournai – Mouscron)            | 60 min nur Liège–Mons                                      | 60 min Liers–Mouscron       |
| S 61  | (Jambes –) Namur – Charleroi-Sud – Charleroi-West – Fleurus – Ottignies                                                             | 30 min bis Charleroi-S, jeder 2. Zug weiter nach Ottignies | 120 min nur Namur–Ottignies |
| L 01  | Namur – Huy – Liège-Guillemins | 60 min                                                     | 120 min                     |
| L 08  | Namur – Gembloux – Ottignies | 60 min                                                     | 120 min                     |
| L 11  | Namur – Dinant – Bertrix – Libramont                                                                                                | 60 min                                                     | 120 min                     |
| L 16  | Namur – Assesse – Ciney | 60 min                                                     | 120 min                     |
| P     | verschiedene Verstärkerfahrten | HVZ                                                        | –                           |